# Intervención Federal a Mendoza de 1924
La intervención federal a la provincia de Mendoza dictada en 1924 por el gobierno nacional a cargo de Marcelo T. de Alvear destituyó al gobernador Carlos Washington Lencinas. 
Fue designado como interventor Enrique M. Mosca. La medida se mantuvo hasta 1926 pero pese a comprobarse un alto grado de corrupción en la administración intervenida, no consiguió disolverse la influencia del lencinismo, que se impuso en las elecciones de 1928 y llevó a la gobernación a Alejandro Orfila.